# Obelisco di piazza Castello
L'obelisco di piazza Castello è un obelisco neoclassico di Pavia, in Lombardia.

## Storia
Il monumento, in granito,  fu donato alla città di Pavia dal principe Alberico Barbiano di Belgioioso nel 1811, che lo aveva fatto realizzare, su progetto di Giuseppe Marchesi, dallo scalpellino Carlo Francesco Adami. Nel 1912 l'obelisco venne sostituito con un monumento a Felice Cavallotti, ma nel 1935 la statua di Cavallotti venne rimossa e fu riposizionato l'obelisco.